# غارهای باهروت
غارهای باهروت، که به‌طور محلی به نام باراد (बारड) شناخته می‌شوند، در نزدیکی دهانو در ایالت مهاراشترا هند، تنها آتشگاه درون غار زرتشتیان پارسی در هند است. ین غارها برای پارسیان اهمیت مذهبی و تاریخی دارند. نیاکان پارسی به مدت ۱۳ سال از دست مهاجمان مسلمان به این غارها پناه بردند و در این مدت «آتش ایران‌شاه» را با خود به داخل غارها بردند که تا به امروز می‌سوزد.
غارهای باهروت در ۲۵ کیلومتری جنوب سنجان در گجرات واقع شده‌است. محل آن در فاصله ۸ کیلومتری از روستای بُردی و ۹ کیلومتری تالاسری است. این کوه‌ها در ابتدا متعلق به مردم قبیله‌ای روستا بوده‌است که از آن برای جمع‌آوری چوب و موادی که برای ساختن دیوارهای گلی استفاده می‌شد، بهره می‌گرفتند. بعدها راهبان بودایی در این محل غارهایی فروکندند اما پس از آن بلااستفاده ماند. زرتشتیان پس از هجوم الف خان، از سرداران محمد بن تغلق در سال ۱۳۹۳ میلادی به شهر سنجان، به مدت ۱۳ سال در این کوه‌ها پنهان شدند. «آتش ایران‌شاه» نیز در این دوره (۱۳۹۳–۱۴۰۵ میلادی) به باهروت منتقل شد. این آتش مقدس زرتشتیان حتی امروز نیز همچنان فروزان است و اکنون در نیایشگاهی در اودوادا قرار دارد. غارهای باهروت به عنوان یک مگان میراثی اعلام شده و یک بنای تاریخی حفاظت شده تحت بررسی باستان‌شناسی هند (ASI) است.
این غارها از هفت آب‌انبار مستطیل‌شکل تشکیل شده‌اند که پشت سر هم نمای صخره را شکل می‌دهند. تنها یکی از آب‌انبارها تا اوایل فوریه یا اواخر ژانویه آب را در خود نگه می‌دارد و در فصل باران‌های موسمی پر می‌شود. بزرگترین آب‌انبار برای تمام سال پر می‌ماند که از نماد مقدس پارسیان به نام آتش ایران‌شاه محافظت می‌کند. 
وجود سفال‌ها، سکه‌ها و ظروف شیشه‌ای در این غارها که قدمت آن به دوره ساسانی در ایران بازمی‌گردد، این حقیقت را روشن می‌سازد که پیوند بازرگانی میان سواحل گجرات و زرتشتیان ایرانی وجود داشته‌است.